# Nea Ekklisoula
Nea Ekklisoula  este un oraș în Grecia în Prefectura Arcadia.